# Juli 1990
Portal Geschichte | Portal Biografien | Aktuelle Ereignisse | Jahreskalender | Tagesartikel

◄ |
19. Jahrhundert |
20. Jahrhundert
| 21. Jahrhundert

◄ |
1960er |
1970er |
1980er |
1990er
| 2000er | 2010er | 2020er | ►

◄ |
1986 |
1987 |
1988 |
1989 |
1990
| 1991 | 1992 | 1993 | 1994 | ►

◄ |
April 1990 |
Mai 1990 |
Juni 1990 |
Juli 1990 |
August 1990 |
September 1990 |
Oktober 1990 |
►
Dieser Artikel behandelt aktuelle Nachrichten und Ereignisse im Juli 1990.

## Tagesgeschehen

### Sonntag, 1. Juli 1990

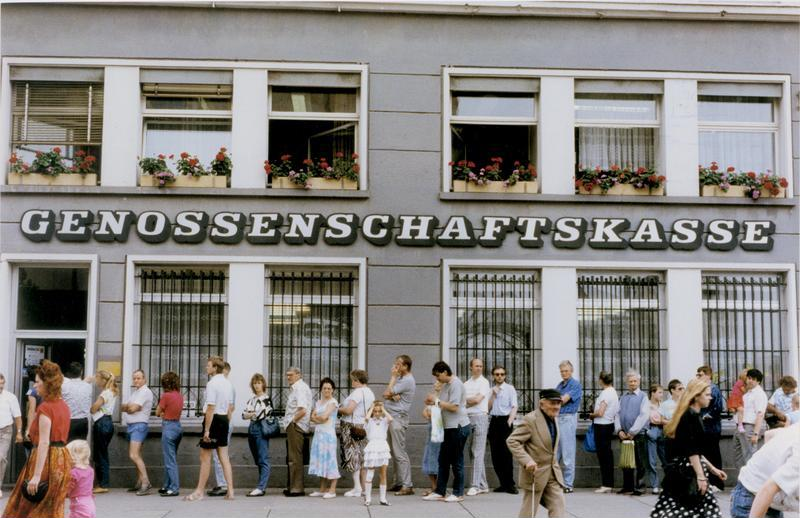
Szene am ersten Auszahlungstag des D-Mark-„Vorabbetrags“ in Gera, DDR

- Berlin, Bonn/Deutschland: Die Währungs-, Wirtschafts- und Sozialunion tritt in Kraft. Das Guthaben der Bürger der DDR bei der Post, bei Sparkassen und bei anderen Einrichtungen wird 0.00 Uhr von Mark der DDR auf D-Mark umgestellt. Auf dem Alexanderplatz wird Bargeld in der neuen Währung schon ab Mitternacht ausgegeben. Hans-Joachim Corsalli hält 0.01 Uhr als erster Ost-Berliner die D-Mark in der Hand. Sein Bild geht um die Welt.[1]
- Bonn/Deutschland: Bundeskanzler Helmut Kohl hält eine TV-Ansprache zum Inkrafttreten der Währungsunion. An die Adresse der Westdeutschen richtet er die Worte: „Keiner wird wegen der Vereinigung Deutschlands auf etwas verzichten müssen.“ Den Ostdeutschen rät er dazu, sich nicht „durch die Schwierigkeiten des Übergangs beirren“ zu lassen.[2]
- Klagenfurt/Österreich: Die deutsche Schriftstellerin Birgit Vanderbeke gewinnt mit einem Text unter dem Titel Das Muschelessen über die Abscheu einer Frau gegen ihren herrischen Vater den Ingeborg-Bachmann-Preis 1990.[3][4]
- Rom/Italien: Italien übernimmt von Irland den Vorsitz im Rat der Europäischen Union. Das Amt des Regierungschefs der EWG erhält Giulio Andreotti.[5]
- Turin/Italien: Der neue Arbeitgeber des deutschen Fußballspielers Thomas Häßler ist seit heute Juventus Turin. Für Häßlers Wechsel zahlt Juventus an den 1. FC Köln rund 15,3 Millionen D-Mark Ablöse, das macht den Wechsel zum bisher teuersten Transfer eines deutschen Fußballers.[6]

### Montag, 2. Juli 1990
- Mekka/Saudi-Arabien: 1.426 Pilger werden auf ihrer Reise zur Kaaba, des wichtigsten Heiligtums des Islam, getötet, als vor dem Tunnel, der zur Hochebene 'Arafāt führt, eine Massenpanik ausbricht.[7]

### Dienstag, 3. Juli 1990
- Nikosia/Zypern: Die Republik Zypern stellt bei den Europäischen Gemeinschaften (EG) einen Antrag, über den Beitritt des Landes in die EG zu verhandeln.[8]

### Mittwoch, 4. Juli 1990
- Turin/Italien: Nach dem Ausscheiden seiner englischen Mannschaft im Halbfinale der Fußball-Weltmeisterschaft gegen Deutschland resümiert Stürmer Gary Lineker: „Fußball ist ein einfaches Spiel: 22 Männer jagen 90 Minuten lang einem Ball nach, und am Ende gewinnen die Deutschen.“[9]

### Donnerstag, 5. Juli 1990
- Prag/Tschechoslowakei: Die Föderalversammlung bestätigt den seit etwa sechs Monaten amtierenden Staatspräsidenten Václav Havel (parteilos) in seinem Amt.[10]

### Samstag, 7. Juli 1990
- London/Vereinigtes Königreich: Tennisspielerin Martina Navrátilová aus den USA gewinnt zum neunten Mal das Damen-Einzel-Turnier der Wimbledon Championships. Im Finale unterliegt ihr die Amerikanerin Zina Garrison 4:6 und 1:6.[11]

### Sonntag, 8. Juli 1990
- London/Vereinigtes Königreich: Stefan Edberg aus Schweden gewinnt das Herren-Einzel-Turnier der Wimbledon Championships im Tennis gegen Vorjahressieger Boris Becker aus Deutschland in fünf Sätzen.[12]
- Rom/Italien: Im Endspiel der 14. Fußball-Weltmeisterschaft besiegt die deutsche Nationalmannschaft den amtierenden Weltmeister Argentinien mit 1:0.[13]

### Montag, 9. Juli 1990

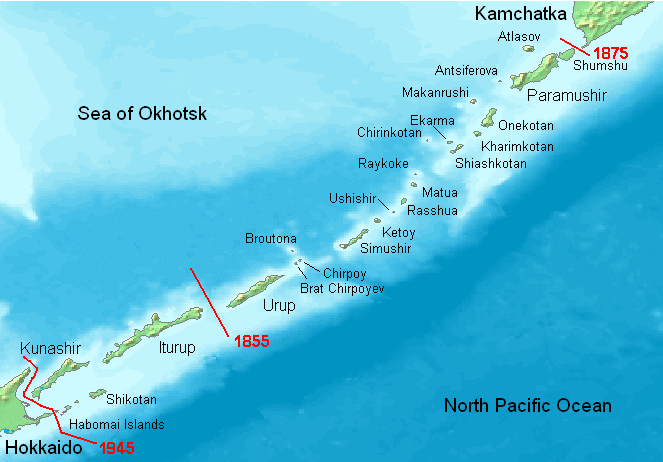
Kurilen-Archipel

- Houston/Vereinigte Staaten: Der 16. Weltwirtschaftsgipfel der Gruppe der Sieben sowie eines Vertreters der Europäischen Wirtschaftsgemeinschaft beginnt. Für die Außenpolitik der BRD bietet das Treffen die Gelegenheit, bei den anderen Staaten für Finanzhilfen an die Sowjetunion zu werben. Frankreich und Italien signalisieren ihre Bereitschaft dazu. Japan stellt Hilfe in Aussicht, wenn es dafür von der Sowjetunion den Kurilen-Archipel zurückerhält, das dieser 1945 zufiel.[14]

### Mittwoch, 11. Juli 1990

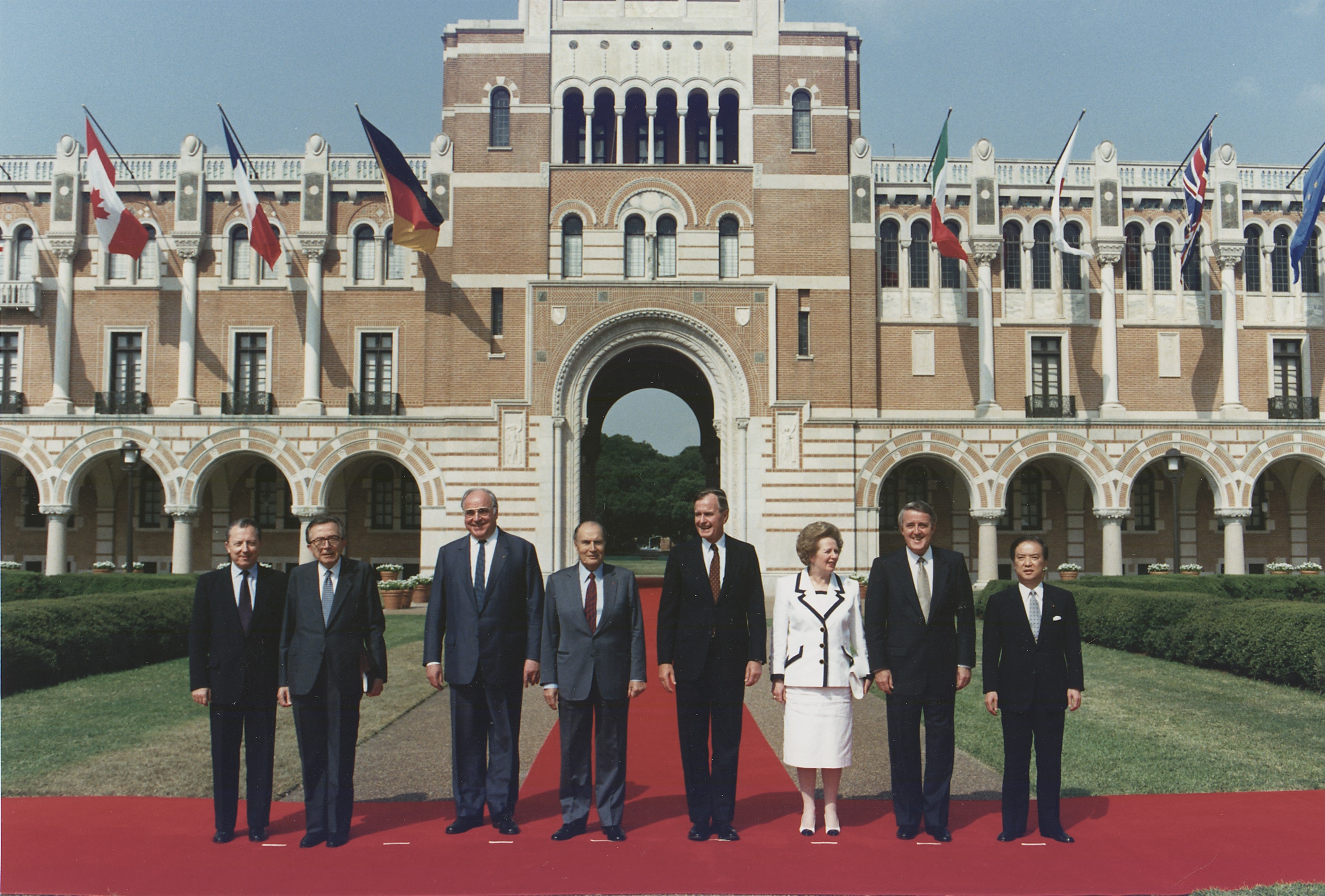
G7-Gipfel in Houston

- Houston/Vereinigte Staaten: Die Teilnehmer des Weltwirtschaftsgipfels der Gruppe der Sieben (G7) stellen abschließend fest, dass ihre Volkswirtschaften zum überwiegenden Teil acht Jahre in Folge wuchsen und dabei die Zahl der Erwerbstätigen anstieg. Zu einer Stagnation oder zu verringerter Wirtschaftskraft kam es in den Entwicklungsländern mit Ausnahme von Fernost. Die G7-Staatschefs sichern den betroffenen Ländern ihre Unterstützung zu.[15]

### Samstag, 14. Juli 1990
- Paris/Frankreich: Der Komponist Jean-Michel Jarre gibt im Stadtteil La Défense ein Konzert vor circa 2.500.000 Zuschauern; so lautet zumindest die in der Literatur am häufigsten genannte Zahl. Die am Synthesizer entstandene Musik wird dabei von einer Lichtshow begleitet.[16]

### Sonntag, 15. Juli 1990
- Jerewan/Sowjetunion: In Armenien findet die dritte Runde der ersten freien Wahlen zum Obersten Sowjet der Unionsrepublik statt. Neben der Kommunistischen Partei sind parteilose Kandidaten zugelassen, diese entstammen fast alle der Armenischen Allnationalen Bewegung. Schließlich gewinnen die kommunistischen Bewerber 136 der 259 Sitze und die parteilosen 59. Weitere 64 Sitze bleiben wegen zu geringer Wahlbeteiligung vakant.[17]

### Montag, 16. Juli 1990
- Archys/Sowjetunion: In der Autonomen Oblast Karatschai-Tscherkessien einigen sich der Präsident der Sowjetunion Michail Gorbatschow und der deutsche Bundeskanzler Helmut Kohl auf die Modalitäten des Abzugs der Roten Armee aus Deutschland, für die die Bundesrepublik im laufenden Jahr Stationierungskosten in Höhe von 1,2 Milliarden D-Mark übernommen hat. Während Kohl den Verzicht auf ABC-Waffen und Finanzhilfe bei der Rückkehr der Roten Armee in deren Heimatland zusagt, akzeptiert Gorbatschow den Verbleib der Bundesrepublik im Militärbündnis NATO. Im Ergebnis werden wirtschaftliche Vereinbarungen im Wert von fünf bis sieben Milliarden D-Mark zu Gunsten der Sowjetunion getroffen, zudem gewährte die Bundesrepublik der Sowjetunion bereits einen Kredit über fünf Milliarden D-Mark.[18][19]
- Kiew/Sowjetunion: In der Gründungsrepublik der Sowjetunion erklärt der Oberste Sowjet der Ukrainischen SSR mit 355 gegen vier Stimmen die Souveränität der Ukraine. Die Gesetze des Obersten Sowjets der Ukraine sollen nun Vorrang gegenüber den Vorgaben der Moskauer Regierung genießen. Das Politbüro der Kommunistischen Partei der Sowjetunion reagiert ablehnend.[20]

### Dienstag, 17. Juli 1990

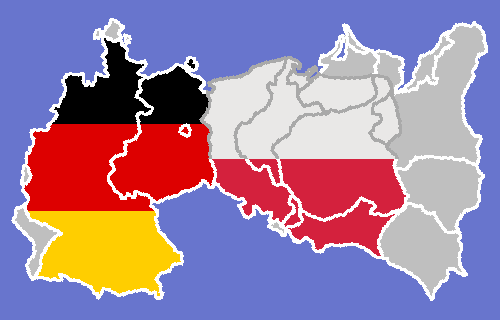
Deutsche Staaten und Polen, in grau ehemals zugehörige Gebiete

- Paris/Frankreich: Bei den Zwei-plus-Vier-Gesprächen für eine abschließende Regelung in Bezug auf Deutschland betont der als Gast anwesende polnische Außenminister Krzysztof Skubiszewski, dass Polen die Akzeptanz der Oder-Neiße-Linie als Grenze zwischen Polen und Deutschland nicht zur Bedingung für den angestrebten Zwei-plus-Vier-Vertrag mache, dennoch wolle Polen deren Unverletzlichkeit schon bald schriftlich von Deutschland anerkannt haben. Skubiszewski eklärt sich damit einverstanden, dass der Zwei-plus-Vier-Vertrag kein Friedensvertrag sein werde, und verzichtet damit auf einen rechtlichen Rahmen für eventuelle Reparationsforderungen an Deutschland im Zusammenhang mit dem Zweiten Weltkrieg. Erstmals erklärte Polen im Jahr 1953 seinen Verzicht auf Reparationen.[21]

### Sonntag, 22. Juli 1990

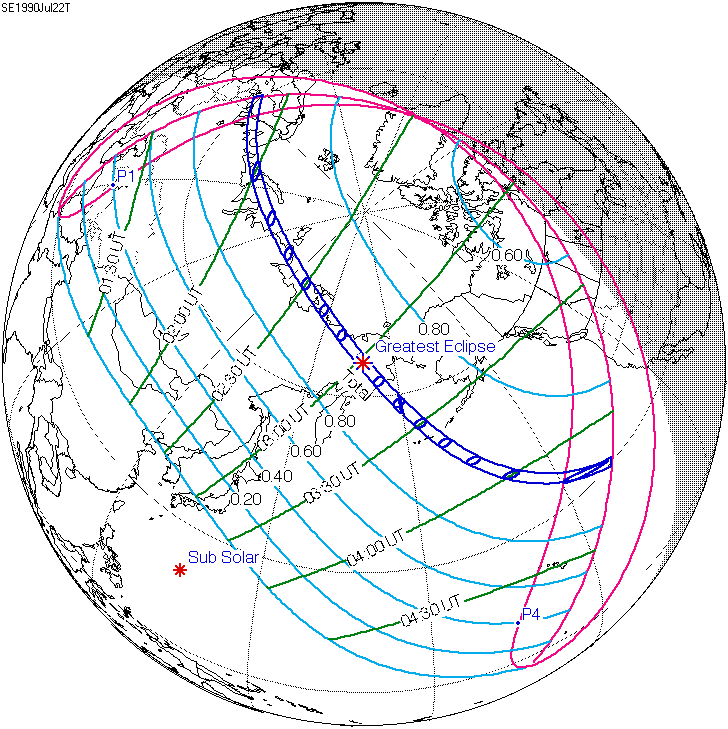
Zone der totalen Finsternis (blau)

- Berlin/Deutschland: Die Volkskammer beschließt in einer sonntäglichen Sitzung das Ländereinführungsgesetz, mit dem die Bezirke der DDR abgeschafft und die 1952 aufgelösten Länder Brandenburg, Mecklenburg-Vorpommern, Sachsen, Sachsen-Anhalt und Thüringen wiederhergestellt werden. Als Zeitpunkt der Ländereinführung legen die Abgeordneten den 14. Oktober fest.[22]
- Finnland, Sowjetunion: Eine totale Sonnenfinsternis verdeckt, von Finnland und vom nördlichen Russland aus betrachtet, die komplette Sonnenscheibe. In einigen finnischen Orten auf der Zentrallinie des Kernschattens, z. B. Helsinki, geht die Sonne verfinstert auf.[23]
- Paris/Frankreich: Vorjahressieger Greg LeMond aus den USA gewinnt zum dritten Mal die Rad-Rundfahrt Tour de France.[24]

### Dienstag, 24. Juli 1990
- Atlantik: Die Atlantische Hurrikansaison 1990 beginnt, als sich das Tiefdruckgebiet Arthur östlich der Kleinen Antillen zum Tropischen Wirbelsturm verstärkt. Es hält Kurs auf die Insel Tobago.[25]

### Mittwoch, 25. Juli 1990

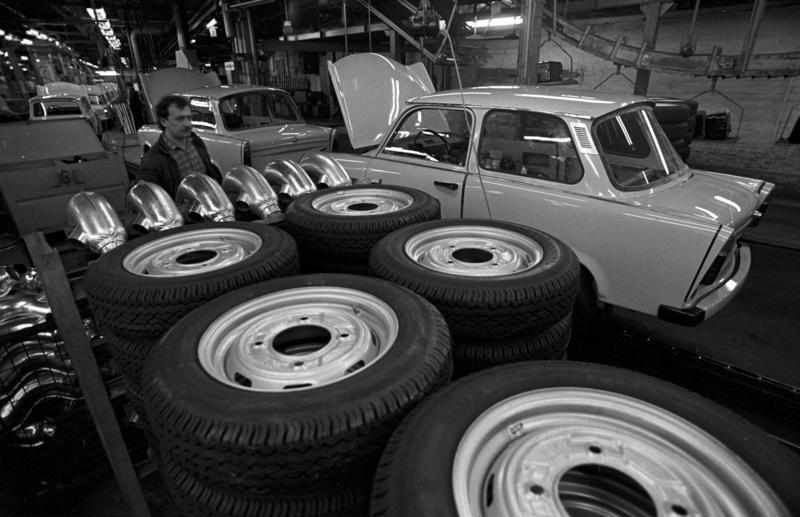
Montage Trabant 601

- Zwickau/Deutschland: Im VEB Sachsenring Automobilwerke Zwickau wird der letzte Pkw vom Typ Trabant 601, dessen Produktion schon seit 1964 läuft, endmontiert. Als Nachfolger wird der Trabant 1.1 produziert, der im Gegensatz zum 601 mit einem Vier- an Stelle eines Zweitaktmotors ausgestattet ist.[26]

### Freitag, 27. Juli 1990

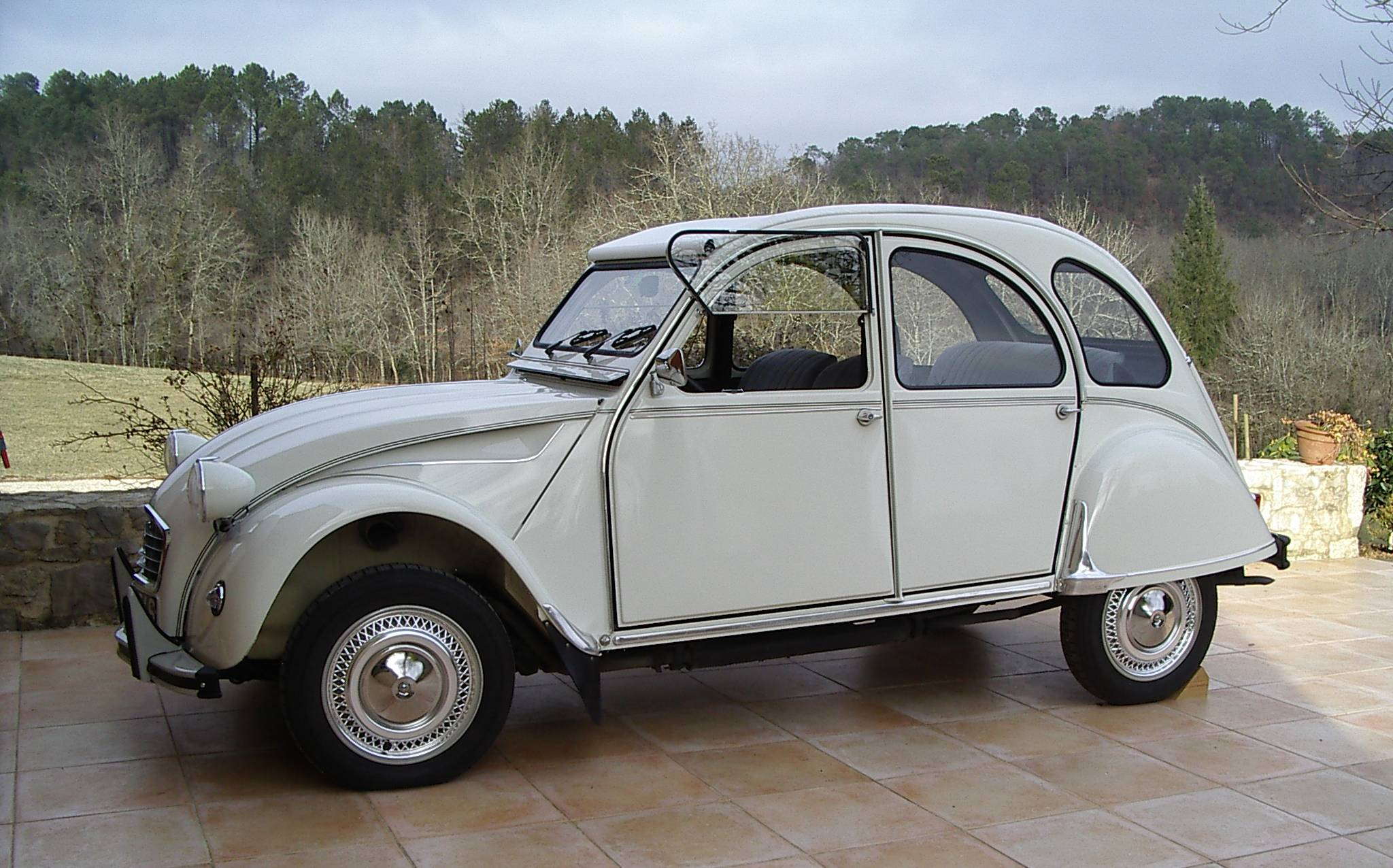
Die „Ente“

- Mangualde/Portugal: Der französische Kraftfahrzeughersteller Citroën produziert heute das letzte Exemplar vom Typ 2CV. Der meist als „Ente“ bezeichnete Pkw wurde 1948 in den Markt eingeführt und noch bis 1988 auch in Frankreich fabriziert.[27]
- Minsk/Sowjetunion: Die Weißrussische SSR erklärt einseitig ihre Unabhängigkeit von der Sowjetunion. Die Erklärung hat vorläufig keine völkerrechtlichen Konsequenzen, da es sich um einen politischen Vorgang innerhalb der Sowjetunion handelt.[28]

### Sonntag, 29. Juli 1990
- Monrovia/Liberia: Im Stadtteil Sinkor töten regierungstreue Einheiten der Streitkräfte Liberias circa 600 Bürkerkriegsflüchtlinge, die in einer Kirche Obdach fanden.[29][30]
- Singapur/Singapur: Der zweite inoffizielle Gipfel der Asiatisch-Pazifischen Wirtschaftsgemeinschaft APEC beginnt. Die Minister sind sich einig, dass ihre Volkswirtschaften von dem 1948 begründeten Allgemeinen Zoll- und Handelsabkommen GATT profitieren. Ihr Fernziel ist eine asiatisch-pazifische Freihandelszone.[31]

## Weblinks

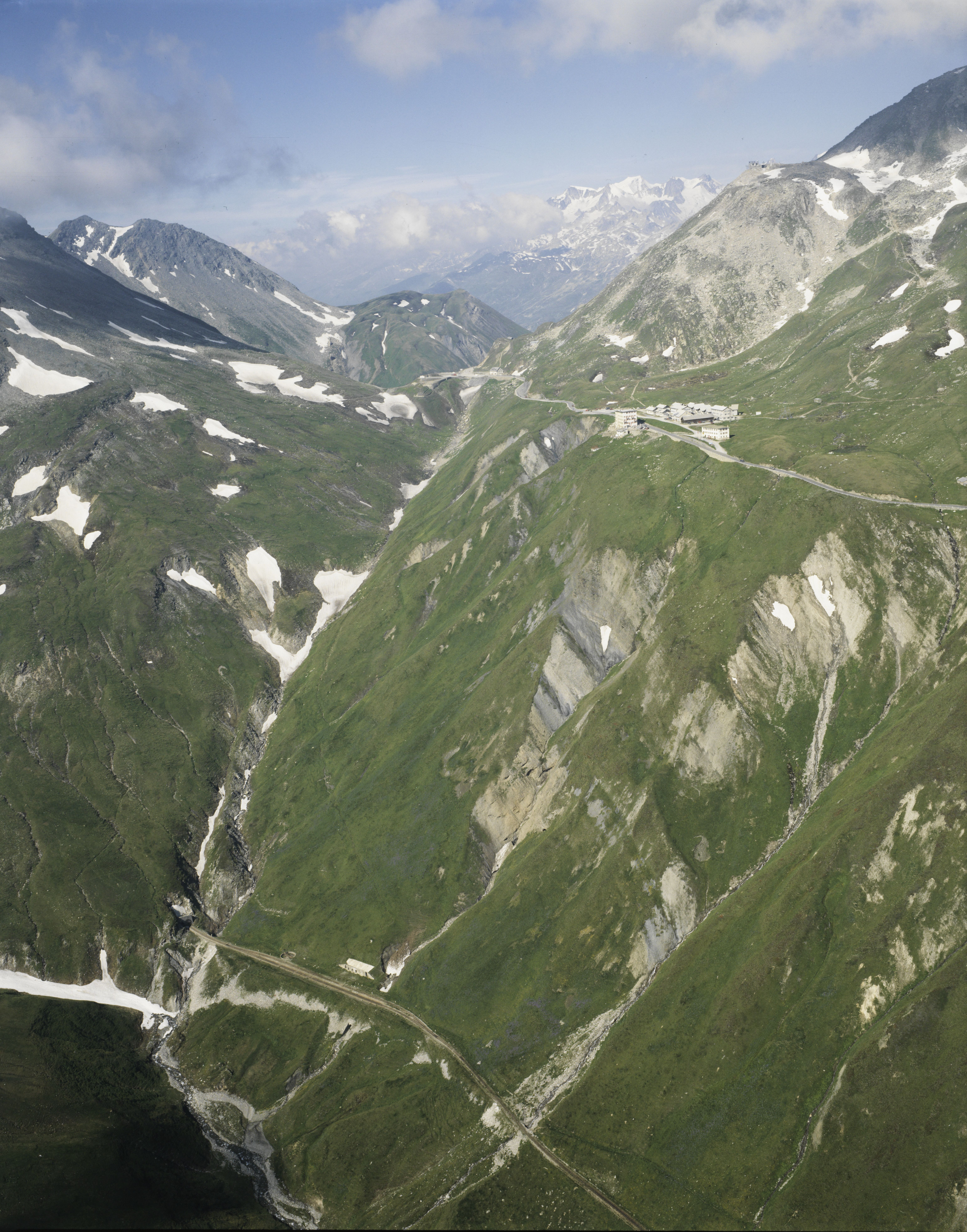
Kanton Uri im Juli 1990